# Doro (album)
Doro è il secondo album della cantante heavy metal tedesca Doro Pesch. L'album si può considerare il primo vero album solista della cantante dopo Force Majeure, che era fondamentalmente ancora un disco dei Warlock, ed è prodotto anche da Gene Simmons dei Kiss, idolo d'infanzia di Pesch, che contribuì alla composizione di 5 tracce, tra cui una cover di Only You, brano dei Kiss. Oltre a questa, sono presenti altre due cover, I Had Too Much to Dream degli Electric Prunes e Rock On dei Black 'N Blue, band in cui militava Tommy Thayer, co-produttore dell'album e futuro chitarrista dei Kiss.
Nonostante le sonorità pop metal, molto in voga a quel tempo, l'album non ebbe un grande successo di pubblico e fu l'ultimo album di Doro pubblicato negli Stati Uniti per 10 anni.

## Tracce
1. Unholy Love – 4:42 (Phil Brown/Adam Mitchell)
2. I Had Too Much to Dream – 4:04 (Nancie Mantz/Annette Tucker)
3. Rock On – 3:18 (Tommy Thayer/Jaime St. James/Gene Simmons)
4. Only You – 4:21 (Simmons)
5. I'll Be Holding On – 5:22 (Will Jennings/Hans Zimmer)
6. Something Wicked This Way Comes – 5:15 (Simmons)
7. Rare Diamond – 3:35 (Doro Pesch/Louis Lepore)
8. Broken – 4:46 (Pesch/Karen Childs)
9. Alive – 4:14 (Pesch/Childs)
10. Mirage – 4:01 (Simmons)

## Formazione
- Doro Pesch - voce
- Tommy Thayer - chitarre
- Lanny Cordola - chitarra solista
- E. J. Curse – basso
- Todd Jensen – basso
- Chuck Wright – basso
- Karen Childs - tastiere
- Paul Morris – tastiere
- Pat Regan – tastiere
- Tommy Amato - batteria
- Chris Frazier – batteria
- Kevin Valentine – batteria